# Cikalova, Polohî
Cikalova (în ucraineană Чкалова) este un sat în comuna Ciubarivka din raionul Polohî, regiunea Zaporijjea, Ucraina.

## Demografie
Componența lingvistică a localității Cikalova
     Ucraineană (89,04%)
     Rusă (10,96%)
Conform recensământului din 2001, majoritatea populației localității Cikalova era vorbitoare de ucraineană (89,04%), existând în minoritate și vorbitori de rusă (10,96%).